# Юлланд (фрегат)
Фрегат «Юлланд» участвовал во второй шлезвигской войне в битве у острова Гельголанд 9 мая 1864 года. В сражении с австрийским и прусским флотами датчане обратили противника в бегство, но эта победа не изменила ход войны, Дания потерпела сокрушительное поражение.

## История создания

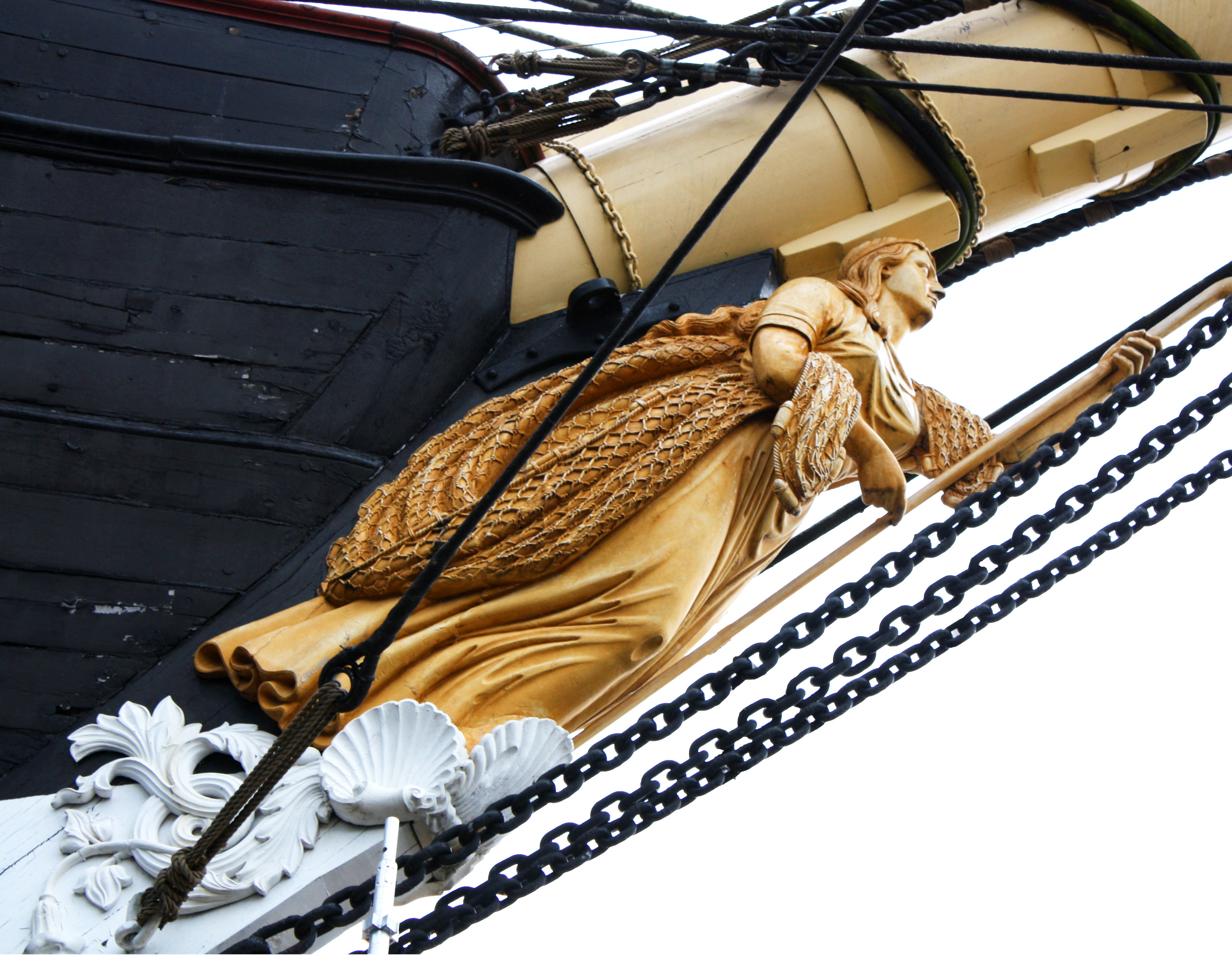
Гальюнная фигура на носу фрегата

Фрегат «Юлланд» был спущен 20 ноября 1860 года, и стал третьим судном из четырёх в запланированной серии, его предшественники, «Нильс Юэль» и «Зелланд», были спущены на воду соответственно в 1855 и 1858 годах. «Юлланд» стал первым в серии полноценным фрегатом. Он был построен из дерева и имел парусное вооружение, но также был оснащён паровой машиной и гребным винтом, что давало возможность плавать используя силу ветра или пара. Паровая машина «Юлланда» была выпущена датской фирмой «Баумгартен и Бурмейстер» под контролем инженера Вильяма Вайна. Встреча Бурмейстера и Вайна стала началом сотрудничества, которое в конечном итоге превратило B&W в промышленного гиганта. «Юлланд» стал таким образом продуктом зарождающейся индустриализации. Однако ко времени спуска на воду фрегат уже был технологически устаревшим.
«Нильс Юэль», «Зелланд» и «Юлланд» вступили в строй в эпоху технологической революции, когда броненосцы стали постепенно вытеснять деревянные корабли. Офицеры и матросы поначалу относились к ним скептически, но после сражения у Хэмптон Роудс 9 марта 1862 года во время гражданской войны в США, когда броненосец конфедератов «Вирджиния» и броненосец северян «Монитор» в течение нескольких часов обстреливали друг друга без заметного ущерба для обоих, стало ясно, что будущее за этим типом судов. После этого события деревянные суда больше не строились, и планировавшийся четвёртый винтовой фрегат Peder Skram был в спешном порядке переделан под броненосец. «Нильс Юэль» и «Зелланд» также были оборудованы паровыми машинами.
В свете этих событий фрегат «Юлланд» стал символом уходящей эпохи. Это, однако, не помешало ему стать самым быстрым судном флота, с максимальной скоростью в 14 узлов, выиграв гонку в Моэн в июле 1864 года.

## Битва у Гельголанда
Фрегату «Юлланд» пришлось выдержать испытание боем во время Второй Шлезвигской войны. Датский флот получил задачу противодействовать австрийскому флоту, направленному для содействия прусским и австрийским войскам на суше, и 9 мая 1864 фрегаты «Нильс Юэль», «Юлланд» и корвет «Хеймдаль» обнаружили противника у острова Гельголанд. Это были австрийские фрегаты «Шварценберг» и «Радецки», и прусские канонерки «Василиск», «Блитц» и колёсный пароход «Адлер».
Первый выстрел прозвучал в 13:45. Первоначально противники обстреливали друг друга на параллельных курсах. Австрийцы попытались вклиниться между датских кораблей, но вынуждены были отказаться от своей затеи из-за интенсивного огня.
После более чем двух часов боя датчанам удалось поджечь паруса на «Шварценберге», и враг был вынужден отступить, чтобы укрыться в нейтральных водах Гельголанда. В процессе преследования осколками разорвавшейся бомбы на «Юлланде» был повреждён руль, и он вынужден был отказаться от дальнейшего преследования австрийцев.
«Юлланд» был наиболее пострадавшим от огня противника датским кораблём. Наибольшие разрушения были у орудия №9, где пушечное ядро побило корпус и убило и искалечило несколько человек. Всего во время боя «Юлланд» потерял 12 человек, нескольким тяжелораненым пришлось ампутировать конечности. По возвращении в Копенгаген победители были встречены с ликованием, и командующий Свенсон, который руководил действиями флота с борта «Нильса Юэля» получил Орден Данеброг. Битва у Гельголанда однако не повлияла на конечный результат Второй шлезвигской войны.

## Последние годы службы
Битва у Гельголанда была единственным сражением, в котором принял участие фрегат «Юлланд». Впоследствии «Юлланд» предпринял несколько экспедиций в датскую Вест-Индию в качестве представительского судна. В 1874 году «Юлланд» использовался как королевская яхта, когда Кристиан IX отправился на нём в Исландию на празднование 1000-летия Исландии. По этому случаю на палубе была построена королевская резиденция, оборудованная современной уборной. В резиденции также пребывала королевская семья во время визита к русскому царю летом 1876 года.
Последним походом «Юлланда» была экспедиция в Вест-Индию в 1886—1887. После того он служил в качестве плавучей казармы до 1908 года.

## Фрегат «Юлланд» сегодня

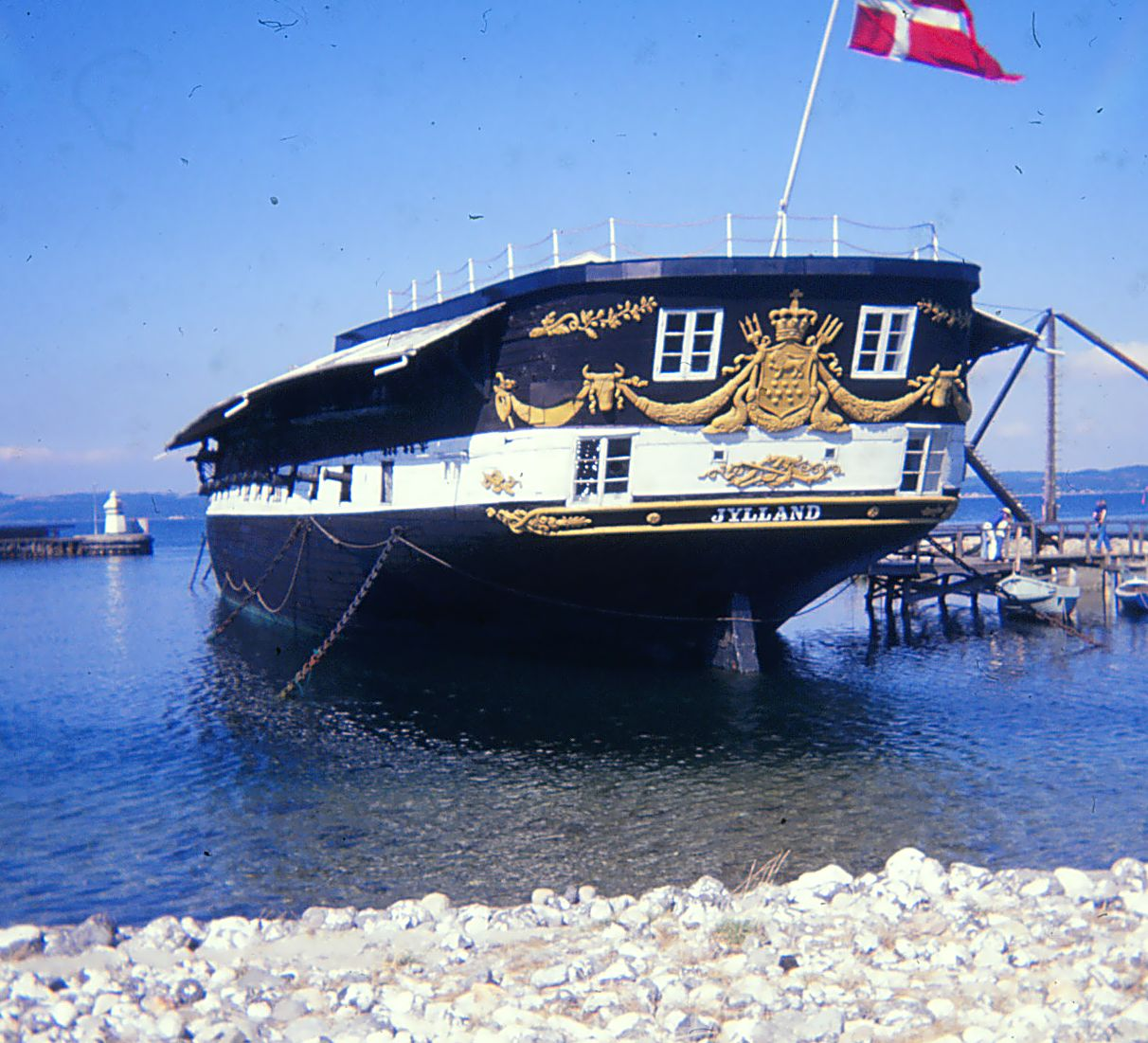
«Юлланд» в Эбельтофте, 1978 год

С 1908 года фрегат переживал бурные события. В этом году флот решил продать его немецкой фирме для утилизации. Это вызвало переполох, и группа национально ориентированных коммерсантов и офицеров ВМФ немедленно выкупила фрегат.
В 1909 году «Юлланд» участвовал в национальной выставке в Орхусе, посвящённой армии и флоту. Затем в течение нескольких лет предпринимались безуспешние попытки собрать средства для обслуживания фрегата, пока он не перешёл в руки землевладельца Шоу из Палсгаарда. «Юлланд» был поставлен на якорь в Сандберг Виг, к северу от Юэльсминде, и служил затем в качестве телеграфной станции до 1925 года.
В 1934 году Торвальд Стаунинг боролся за придание фрегату статуса национального достояния, кроме того работы по сохранению корабля были разумной мерой для трудоустройства безработных во время кризиса.
В период 1936—1949 фрегат посетили около 200 000 детей из провинций, которые были приглашены в столицу во время школьных экскурсий «Ассоциацией за отдых детский из провинций в Копенгагене». Эта инициатива возникла в качестве благодарности сельскому населению, приютившему осиротевших во время великой эпидемии холеры в 1853 году городских детей. Она также должна была способствовать преодолению глубокого раскола между городским и сельским населением. Когда в ночь на 2 декабря 1947 года фрегат затонул, стало ясно, что он не подходит в качестве дома отдыха.
В 1960 было принято решение отбуксировать фрегат в Эбельтофт и превратить в туристическую достопримечательность, но это не было реализовано до 1980-х годов, пока не были собраны средства на необходимый ремонт. И только в 1994 году открыл свои двери музей «Фрегат Юлланд». На сегодняшний день фрегат является самым длинным деревянным военным кораблём в мире из сохранившихся.

## Внешние ссылки
- Officiel hjemmeside
- Flådens Historie: Fregatten Jylland